# Fabiano (football, 1979)
Pour les articles homonymes, voir Fabiano.
Fabiano Lima Rodrigues, surnommé Fabiano ou Fabiano Lima, est un footballeur né le 27 juin 1979 à Osasco (Brésil).
Il joue en arrière droit et milieu droit.

## Palmarès
- 2000 : Champion du Paraná
- 2001 : Champion du Paraná
- 2001 : Champion du Brésil
- 2002 : Champion du Paraná
- 2003 : Coupe Intertoto
- 2005 : Champion de Turquie